# Lars Hagenfeldt
Lars Gustaf Hagenfeldt, född 8 juni 1934 i Örebro, död 5 juni 2003 i Danderyds församling, Stockholms län, var en svensk läkare. Han var bror till Jan Hagenfeldt och ingick 1958 äktenskap med Kerstin Hagenfeldt.
Hagenfeldt, som var son till direktör Gustav Hagenfeldt och Rut Fredriksson, avlade studentexamen vid Lundsbergs skola 1953, blev medicine kandidat vid Karolinska Institutet i Stockholm 1955, medicine licentiat där 1961, medicine doktor där 1968 på avhandlingen Muscle metabolism of individual free fatty acids and ketone bodies, docent i klinisk kemi där 1969 och professor i nämnda ämne där 1990. 
Hagenfeldt var underläkare vid medicinska kliniken vid Serafimerlasarettet 1961–1962, blev underläkare vid klinisk-kemiska laboratoriet där 1962 och biträdande överläkare vid Klinisk-kemiska centrallaboratoriet vid Karolinska sjukhuset 1973. Han utvecklade nya metoder för nationell screening av nyfödda med det så kallade PKU-testet och blev i mitten av 1990-talet klinikchef vid PKU-laboratoriet. Han inrättade ett speciallaboratorium för medfödda ämnesomsättningssjukdomar först vid Karolinska sjukhuset och, efter att han blivit professor, vid Huddinge sjukhus, Centrum för medfödda metabola sjukdomar (CMMS). Hagenfeldt är begravd på Djursholms begravningsplats.